# فرانكلين إس. ريتشاردز
فرانكلين إس. ريتشاردز (بالإنجليزية: Franklin S. Richards)‏ هو محامي وسياسي أمريكي، ولد في 20 يونيو 1849 في سولت ليك في الولايات المتحدة، وتوفي بنفس المكان في 4 سبتمبر 1934.